# Sagristia

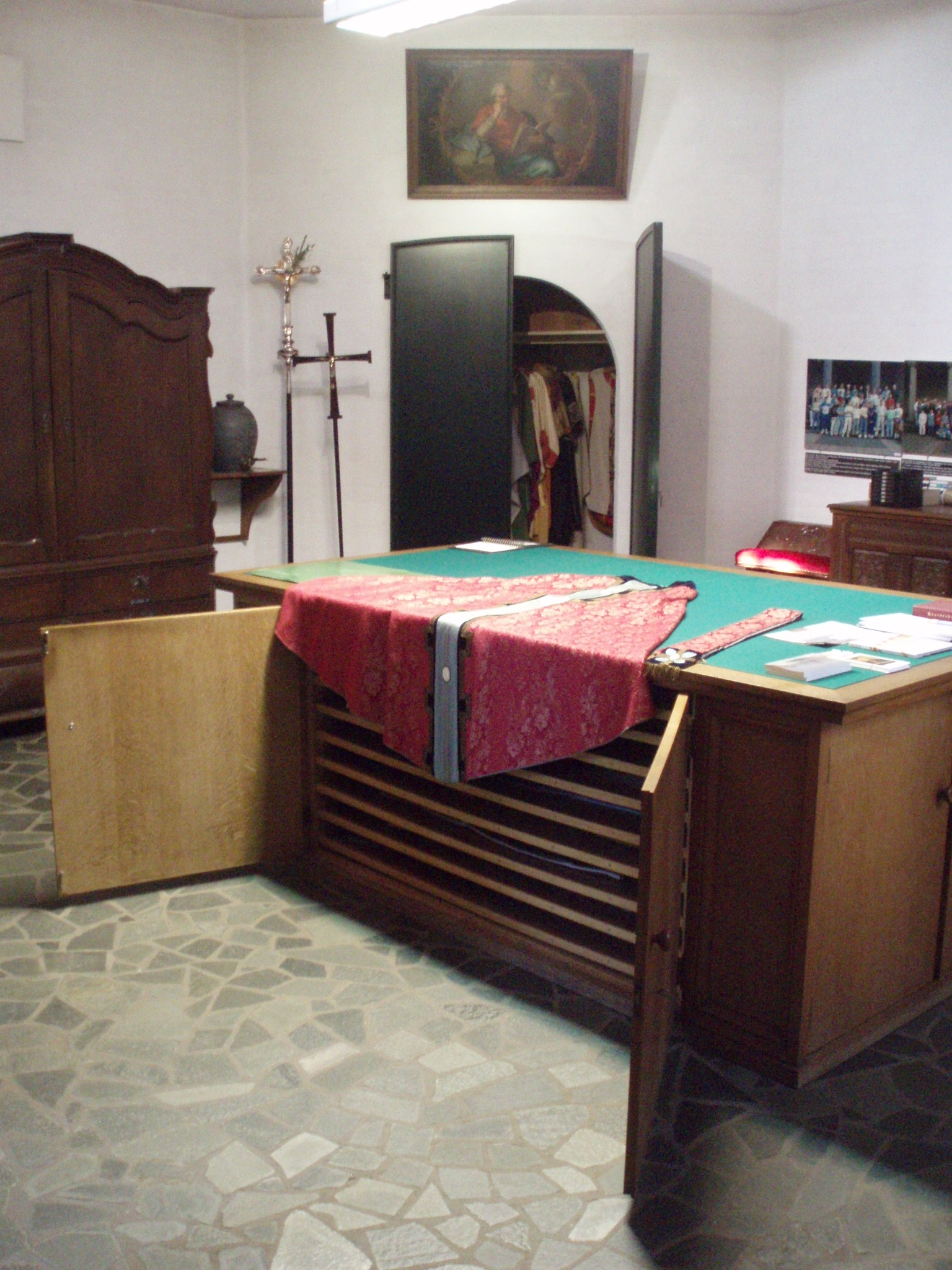
Sagristia

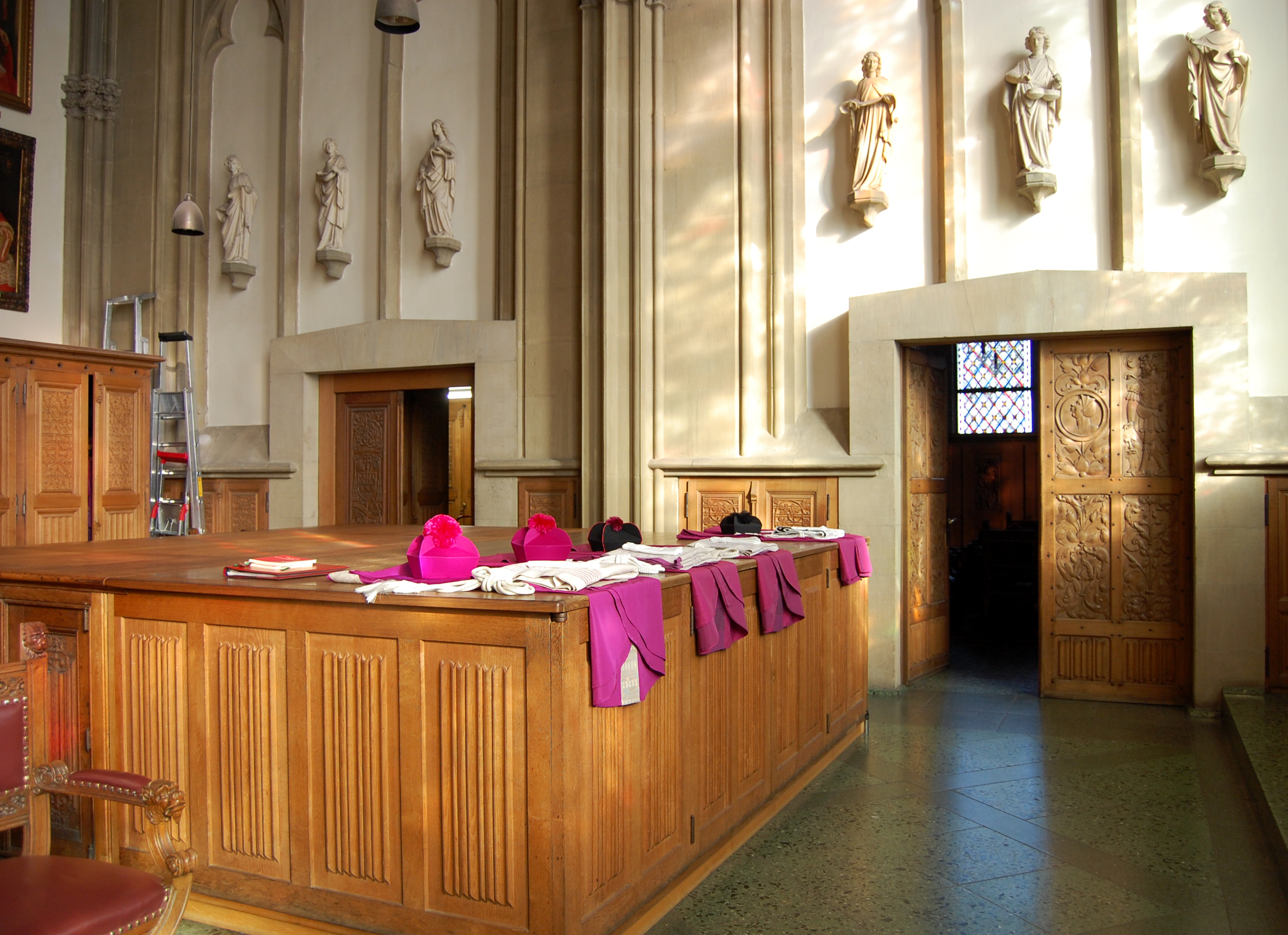
Sagristia

La sagristia (del llatí sacristia) és una sala o cambra annexa a les esglésies, generalment propera al presbiteri, utilitzada per custodiar els ornaments i els vasos sagrats (calzes, patenes…) de l'església.
També és el lloc on els sacerdots es revesteixen abans i després de les funcions litúrgiques. Normalment la sagristia estava a càrrec d'un sagristà i era el lloc on habitualment es guardaven els registres parroquials.